# Looseria
Looseria là một chi rêu trong họ Meteoriaceae.